# Chirixalus
Chirixalus é um gênero de anfíbios da família da Rhacophoridae. Anteriormente usado para classificar espécies asiáticas de Chiromantis e posteriormente sinonimizado com esse gênero, foi removido da sinonímia e ressuscitado em 2020.

## Espécies
As seguintes espécies são agora reconhecidas no gênero Chirixalus:
- Chirixalus baladika (Riyanto and Kurniati, 2014)
- Chirixalus cherrapunjiae (Roonwal and Kripalani, 1966)
- Chirixalus doriae Boulenger, 1893
- Chirixalus dudhwaensis Ray, 1992
- Chirixalus marginis (Chan, Grismer, Anuar, Quah, Grismer, Wood, Muin, and Ahmad, 2011)
- Chirixalus nauli (Riyanto and Kurniati, 2014)
- Chirixalus nongkhorensis (Cochran, 1927)
- Chirixalus punctatus Wilkinson, Win, Thin, Lwin, Shein, and Tun, 2003
- Chirixalus samkosensis (Grismer, Neang, Chav, and Holden, 2007)
- Chirixalus senapatiensis Mathew and Sen, 2009
- Chirixalus shyamrupus (Chanda and Ghosh, 1989)
- Chirixalus simus Annandale, 1915
- Chirixalus trilaksonoi (Riyanto and Kurniati, 2014)
- Chirixalus vittiger (Boulenger, 1897)